# لزلی جونز (کمدین)
لزلی جونز (به انگلیسی: Leslie Jones) (زاده ۷ سپتامبر ۱۹۶۷) کمدین و بازیگر آمریکایی است. از فیلم‌هایی که او در آن بازی کرده است، می‌توان به مغزهای متفکر و شکارچیان روح و گویندگی در پرندگان خشمگین ۲ اشاره کرد.